# Samarcanda

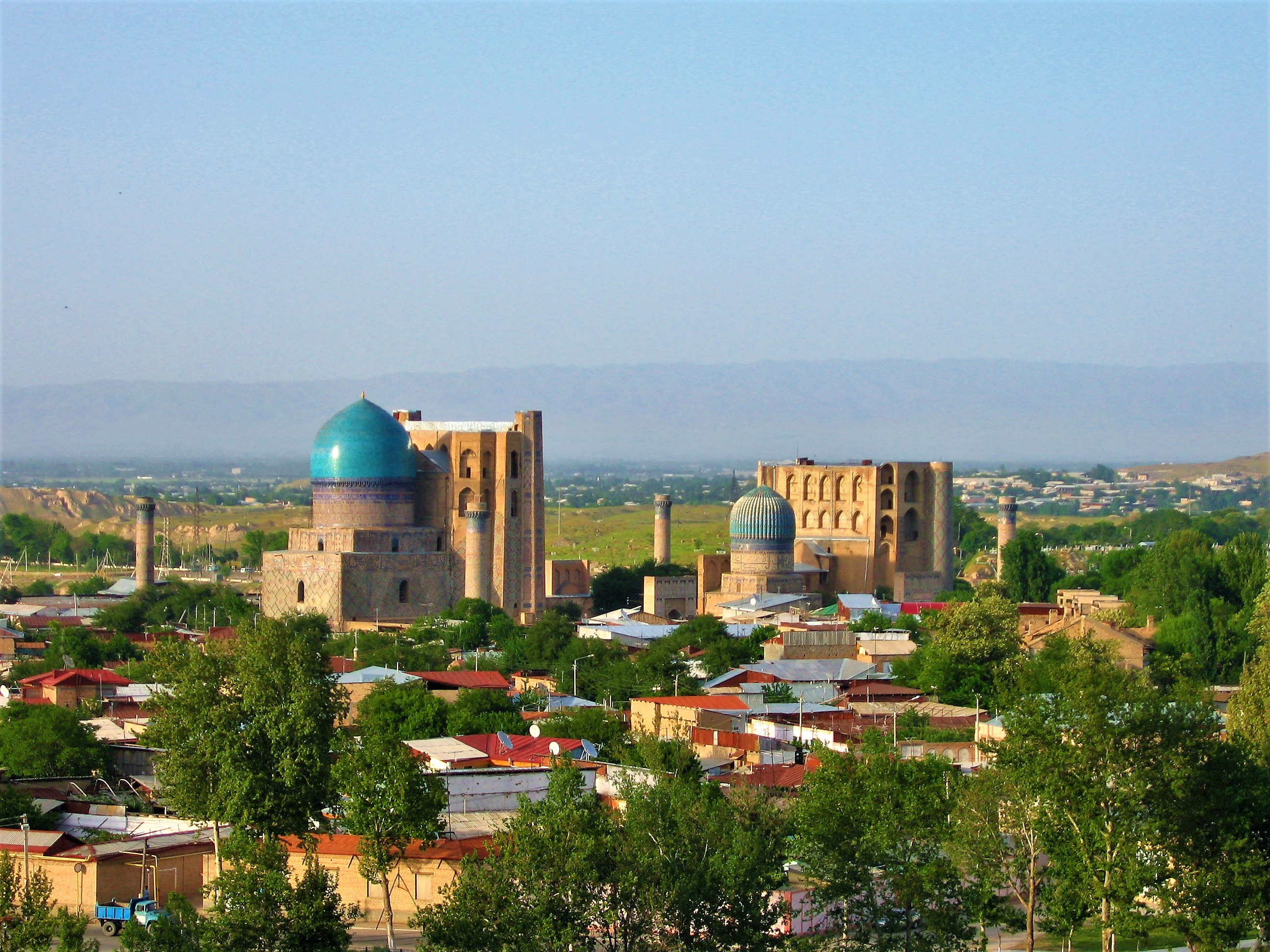
Veduta di Samarcanda

Samarcànda (in russo Самарканд?, Samarkand; in tagico Самарқанд?; in uzbeco Samarqand; in persiano سمرقند‎, Samarqand; 513572 ab. nel 2019) è una città dell'Uzbekistan, capoluogo della regione omonima e seconda città del Paese per popolazione.
Situata al centro delle principali rotte commerciali asiatiche, nel corso della sua storia lunga circa 2700 anni fu parte del primo Impero persiano e il luogo di nascita del Rinascimento timuride; successivamente fu sotto influenza araba, poi timuride, uzbeka e, in epoche più moderne, fu dapprima sotto l'impero russo e infine parte dell'Unione Sovietica fino al 1991.
La città, il cui etimo significa in lingua sogdiana "fortezza di pietra" (samar, pietra/roccia, e kand, fortezza, come anche in altre città della zona, cfr. Panjakent) si trova lungo la via della seta nel percorso tra la Cina e l'Europa, praticamente al centro dell'Eurafrasia. Si trova a 702 metri s.l.m. e, nonostante si trovi in Uzbekistan, la maggior parte degli abitanti è di lingua tagica, un idioma affine al farsi. Dal 2001 la città figura nella lista dei patrimoni dell'umanità dell'UNESCO sotto il titolo di Samarcanda - Crocevia di culture.

## Storia
Samarcanda è una delle più antiche città del mondo, che ha prosperato per la sua posizione lungo la Via della seta, la maggiore via commerciale di terra tra Cina ed Europa. Un tempo Samarcanda fu la città più ricca dell'Asia centrale e per la maggior parte della sua storia fece parte del Primo impero Persiano. Fondata tra il VII e il V secolo a.C., Samarcanda era già capitale della satrapia della Sogdiana sotto gli Achemenidi di Persia quando Alessandro Magno (nella cultura persiana noto come Iskander Khan) la conquistò nel 329 a.C. Sotto i Sasanidi, Samarcanda rifiorì e diventò una delle città maggiori del loro Impero.
Dal VI al XIII secolo la popolazione si espanse e divenne più popolosa anche della moderna Samarcanda. In quegli anni la città conobbe l'invasione araba (che portò il suo alfabeto e convertì all'Islam la sua popolazione), quella dei Persiani e di diverse successive dinastie turche, che ne fecero una delle città più ricche di tutto il mondo islamico. Fu saccheggiata nell'anno 1220 dai Mongoli e sopravvisse solo una minima parte della popolazione, che dovette affrontare anche un sacco successivo, condotto da un altro condottiero mongolo: Barak Khan. La città impiegò decenni per ristabilirsi da quei disastri.

Qui passò anche Marco Polo, che così descrisse la città: 
(Marco Polo, Il Milione)
Nel 1370 Tamerlano decise di abbellire Samarcanda e usarla come capitale dell'impero timuride che avrebbe costruito e che si sarebbe esteso dall'India alla Turchia. Per 35 anni la città fu ricostruita e fu piena di cantieri, con artigiani e architetti provenienti dalle parti più disparate dell'Impero timuride. Tamerlano fece così sviluppare la città, che divenne il centro della regione chiamata in Occidente Transoxiana e, similmente, dagli Arabi, per i quali era Mā warāʾ al-Nahr, «Ciò che è al di là del fiume Oxus».
Suo nipote Uluğ Bek governò il paese e la sua capitale per 40 anni. Creò varie scuole attente allo studio delle scienze, della matematica e dell'astronomia. Ordinò anche la costruzione di un grande osservatorio, di cui restano imponenti tracce.
Nel XVI secolo gli Uzbeki spostarono la capitale a Bukhara e Samarcanda iniziò un lento declino. Dopo l'assalto dei Persiani guidati da Nadir Shah, la città fu abbandonata nel XVIII secolo. L'emiro di Bukhara tentò di ripopolare la città alla fine di quel secolo.
Nel 1868, la città divenne parte dell'Impero russo, essendo stata conquistata dal colonnello A.K. Abramov, nonostante il contrattacco da parte di forze guidate da Abdul Malik Tura, figlio dell'emiro di Bukhara, e dal Bek di Shahrisabz. Abramov divenne il primo governatore militare della città di Okrug che i Russi scelsero come capitale amministrativa della zona. La città divenne successivamente capitale del Turkestan russo e venne raggiunta dalla ferrovia transcaspica nel 1888. Divenne capitale della Repubblica Socialista Sovietica Uzbeka dal 1925 fino al 1930.
La città è reclamata dai nazionalisti tagiki che, oltre a essere maggioranza nel luogo, vorrebbero che essa tornasse a far parte del Tagikistan, al quale dicono essa apparterrebbe storicamente.

## Clima
| Samarcanda (1991-2020) Fonte: | Mesi         | Mesi         | Mesi         | Mesi        | Mesi        | Mesi        | Mesi        | Mesi        | Mesi        | Mesi        | Mesi         | Mesi         | Stagioni | Stagioni | Stagioni | Stagioni | Anno  |
| Samarcanda (1991-2020) Fonte: | Gen          | Feb          | Mar          | Apr         | Mag         | Giu         | Lug         | Ago         | Set         | Ott         | Nov          | Dic          | Inv      | Pri      | Est      | Aut      | Anno  |
| ----------------------------- | ------------ | ------------ | ------------ | ----------- | ----------- | ----------- | ----------- | ----------- | ----------- | ----------- | ------------ | ------------ | -------- | -------- | -------- | -------- | ----- |
| T. max. media (°C)            | 7,3          | 9,5          | 15,2         | 21,4        | 27,0        | 32,4        | 34,5        | 33,3        | 28,6        | 22,0        | 14,4         | 9,1          | 8,6      | 21,2     | 33,4     | 21,7     | 21,2  |
| T. media (°C)                 | 2,3          | 4,0          | 9,3          | 15,2        | 20,4        | 25,4        | 27,2        | 25,6        | 20,6        | 14,1        | 8,0          | 3,7          | 3,3      | 15,0     | 26,1     | 14,2     | 14,7  |
| T. min. media (°C)            | −1,3         | −0,2         | 4,6          | 9,7         | 14,1        | 18,0        | 19,5        | 17,9        | 13,5        | 7,8         | 3,2          | −0,2         | −0,6     | 9,5      | 18,5     | 8,2      | 8,9   |
| T. max. assoluta (°C)         | 23,2 (2015)  | 26,7 (2004)  | 32,2 (2018)  | 36,2 (2000) | 39,5 (1961) | 41,6 (2021) | 42,4 (1983) | 41,0 (2008) | 38,6 (2013) | 35,2 (2011) | 31,5 (2017)  | 27,5 (2015)  | 27,5     | 39,5     | 42,4     | 38,6     | 42,4  |
| T. min. assoluta (°C)         | −25,4 (1969) | −22,0 (1972) | −14,9 (1954) | −6,8 (1960) | −1,3 (1989) | 4,8 (1949)  | 8,6 (1972)  | 7,8 (1955)  | 0,0 (1944)  | −6,4 (1953) | −18,1 (1954) | −22,8 (1948) | −25,4    | −14,9    | 4,8      | −18,1    | −25,4 |
| Nuvolosità (okta al giorno)   | 6,5          | 6,3          | 6,5          | 5,7         | 4,5         | 2,2         | 1,3         | 0,8         | 1,2         | 3,0         | 5,1          | 6,0          | 6,3      | 5,6      | 1,4      | 3,1      | 4,1   |
| Precipitazioni (mm)           | 41           | 53           | 73           | 64          | 41          | 7           | 2           | 2           | 3           | 16          | 40           | 39           | 133      | 178      | 11       | 59       | 381   |
| Giorni di pioggia             | 8            | 10           | 13           | 11          | 9           | 3           | 2           | 1           | 2           | 6           | 8            | 9            | 27       | 33       | 6        | 16       | 82    |
| Nevicate (cm)                 | 3            | 2            | 0            | 0           | 0           | 0           | 0           | 0           | 0           | 0           | 0            | 2            | 7        | 0        | 0        | 0        | 7     |
| Giorni di neve                | 9            | 7            | 3            | 0,3         | 0,1         | 0,0         | 0,0         | 0,0         | 0,0         | 0,3         | 2,0          | 6,0          | 22,0     | 3,4      | 0,0      | 2,3      | 27,7  |
| Giorni di nebbia              | 4            | 2            | 1            | 0           | 0,1         | 0,0         | 0,1         | 0,0         | 0,0         | 0,4         | 2,0          | 4,0          | 10,0     | 1,1      | 0,1      | 2,4      | 13,6  |
| Umidità relativa media (%)    | 76           | 74           | 70           | 63          | 54          | 42          | 42          | 43          | 47          | 59          | 68           | 74           | 74,7     | 62,3     | 42,3     | 58       | 59,3  |
| Vento (direzione-m/s)         | E 2,0        | E 2,3        | E 2,4        | E 2,5       | E 2,3       | E 2,3       | E 2,2       | E 2,2       | E 2,2       | SE 1,9      | E 2,0        | E 2,0        | 2,1      | 2,4      | 2,2      | 2,0      | 2,2   |

## Economia
La città è fortemente influenzata da un'economia legata al turismo.
Seguendo un'antica tradizione in città si produce ancora la carta attraverso dei processi di produzione strettamente tradizionali.

## Monumenti e luoghi d'interesse
A Samarcanda si trovano alcune fra le più notevoli costruzioni dell'architettura islamica. Nel 2001 la città è stata dichiarata Patrimonio dell'umanità da parte dell'UNESCO.

### Registan

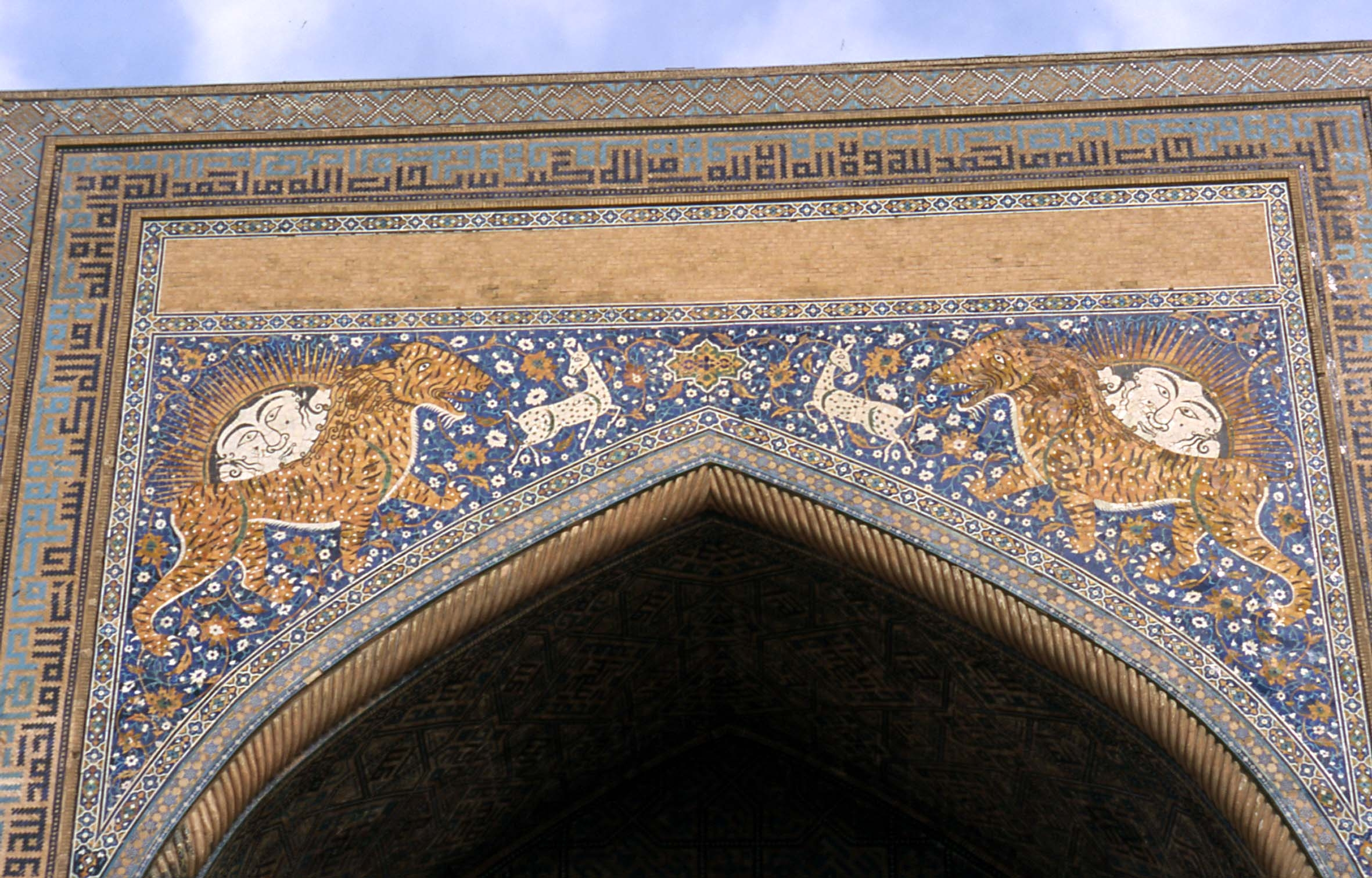
Timpano della madrasa Sherdar, completata nel 1660, nel Registan di Samarcanda

Uno dei più rilevanti siti d'Asia Centrale, se non uno dei più importanti del mondo intero, è il Registan, che fu il centro della Samarcanda medievale, Consiste di tre grandi corpi di fabbrica (madrasa), che formano tre lati di una vasta piazza. La piazza di Registan è stata al centro della vita culturale, religiosa e politica di Samarcanda per secoli, ed è ancora oggi un luogo di incontro e di scambio culturale.
- La Madrasa di Uluğ Bek, a ovest, fu completata nel 1420 sotto lo stesso Uluğ Bek, e ospita mosaici con temi astronomico (la passione del sovrano timuride che fu un vero e proprio scienziato astronomo). Circa 100 studenti imparavano qui le discipline astronomiche e filosofiche, oltre alla teologia.
- La Madrasa Sherdar, a est, fu portata a termine nel 1636 dall'Emiro shaybanide Yalangtush, a imitazione della Madrasa di Uluğ Bek, salvo che per la decorazione a leoni ruggenti, in clamorosa violazione delle tradizioni islamiche.
- La Madrasa Tilla-Kari, fra le due precedenti, fu terminata nel 1660, con un decoro dorato sul quale spiccano due tigri. Vanta una corte interna assai gradevole.

### Moschee
- Moschea di Bibi Khanum. La moschea, con il suo ingresso alto più di 35 metri, è una delle più ampie e grandiose costruzioni di Samarcanda. In massima parte crollò a seguito del terremoto del 1897, ma è stata ora pesantemente restaurata dal governo uzbeko, cancellando quanto era rimasto del pavimento originario.
- Moschea di Hoja-Nisbatdor
- Moschea di Hazrat-Hizr

### Gran Bazar
Il Grande bazar detto bazar Siyob si estende nell'area retrostante la moschea di Bibi Khanum ed è rimasto invariato nei secoli. Vi è inoltre il Chorsu.

### Le rovine di Afrasiab
A nord-est del Gran Bazar c'è il sito archeologico dell'antica Samarcanda (Maracanda) o Afrasiab, esteso per 2,2 km² e per lo più esposta alle intemperie. Il Museo di Afrasiab contiene alcuni affreschi sogdiani del VII secolo. Degna di nota è la presunta tomba di Daniele, il profeta dell'Antico Testamento, noto nell'Islam come Danyāl. L'edificio restaurato è una lunga e bassa struttura con cinque cupole, contenente un immenso sarcofago lungo 18 metri. Secondo la leggenda, il corpo di Daniele cresce di mezzo pollice all'anno, e questo giustificherebbe la lunghezza della tomba.

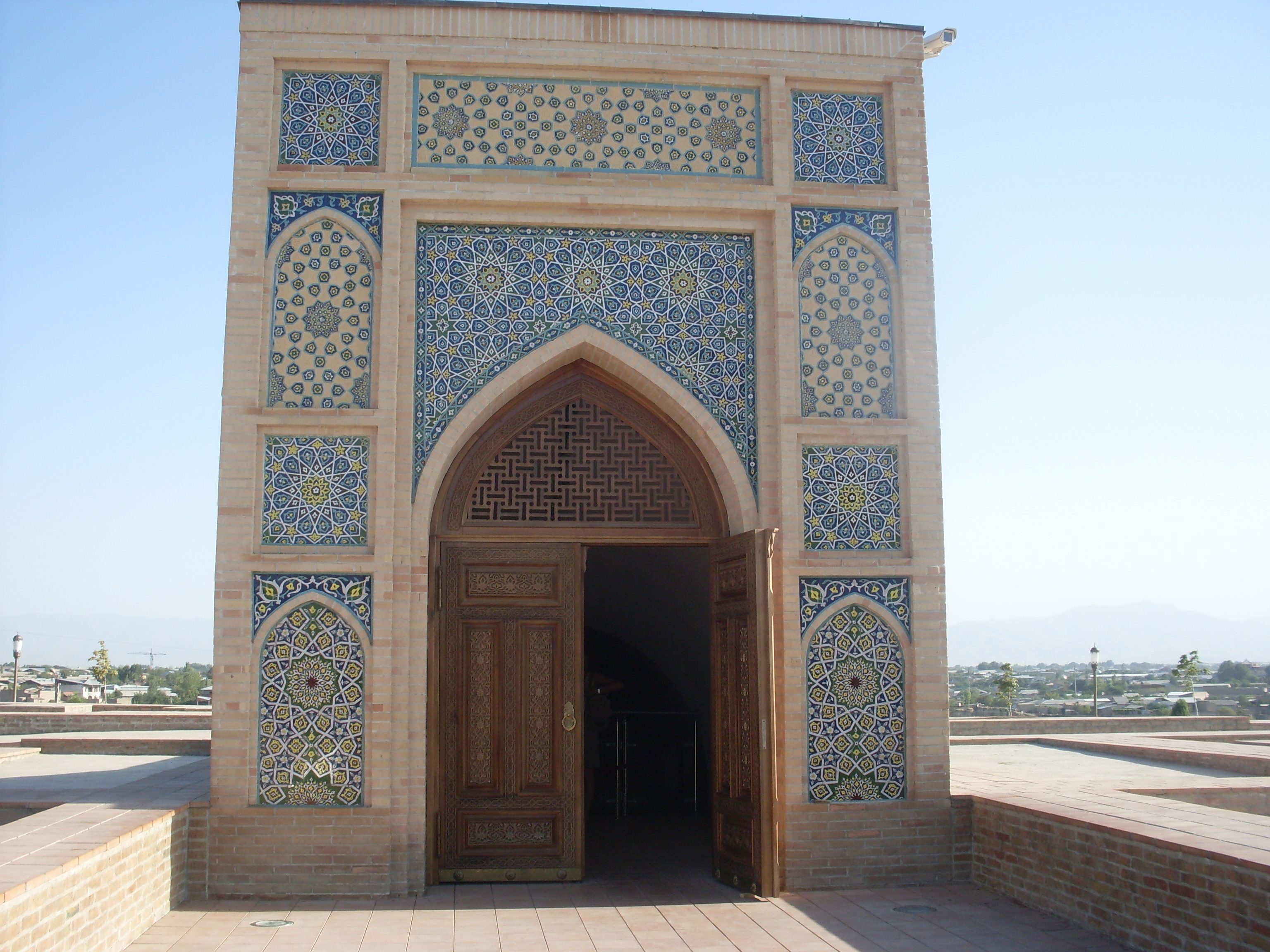
L'osservatorio astronomico di Ulugh Beg a Samarcanda, costruito nel 1420.

### L'osservatorio di Uluğ Beg
Uluğ Beg fu probabilmente più famoso come astronomo che come sovrano e la sua fama raggiunse persino la lontana Europa. Nel 1420, duecento anni prima dell'invenzione del telescopio da parte di Galilei, costruì un immenso astrolabio, uno dei più grandi mai eretti, per misurare le posizioni delle stelle con grande accuratezza. Le rovine furono dissepolte nel 1908.

### Mausolei
- Shah-i Zinda. Forse una delle più belle viste di Samarcanda è la "Tomba del Re Vivente". Il complesso è fondato sul sepolcro di Kusam ibn 'Abbas, appartenente alla famiglia del Profeta Maometto che avrebbe portato l'Islam in questa zona. Il suo mausoleo è una delle costruzioni più antiche di Samarcanda. Secondo la leggenda, egli non è morto ma solo dormiente e alla sua tomba giungono migliaia di pellegrini. L'accesso alla tomba è una vasta necropoli edificata sulle rovine dell'antica città sogdiana. Le tombe maggiori appartengono alla famiglia allargata di Tamerlano e ai suoi amici prediletti e a quelli di Uluğ Beg e sono coperte da una meravigliosa pavimentazione a piastrelle di maiolica.
- Mausoleo di Khoja Doniyor tomba del profeta Daniele.
- Mausoleo di Bibi-Khanym
- Mausoleo Ak-Saray
- Mausoleo Gur-e Amir. Dopo la morte del suo pronipote Muḥammad Sulṭān nel 1403, Tamerlano ordinò che in sua memoria lui fosse edificato il mausoleo. Con il tempo la Gur-e Amir divenne il mausoleo di famiglia della dinastia timuride. Occupa un posto fondamentale nella storia della architettura islamica, perché fu precursore e modello per le posteriori grandi tombe dell'architettura Moghul, tra cui la Tomba di Humayun a Delhi e il Taj Mahal ad Agra.
- Mausoleo di Rukhobod
- Mausoleo di Ishratkhana
- Mausoleo di Hodja Abdi Darun

### Altri edifici
- Complesso Khodja Akhrar

## Cultura

### Musei
A Samarcanda si trova il Museo statale, un museo cadente e in gran parte trascurato. Contiene importanti reperti archeologici del posto, nonché diverse testimonianze di storia e mestieri tipici locali.

### Altro
La città ha ispirato inoltre il titolo di una canzone di Roberto Vecchioni del 1977.

## Galleria d'immagini

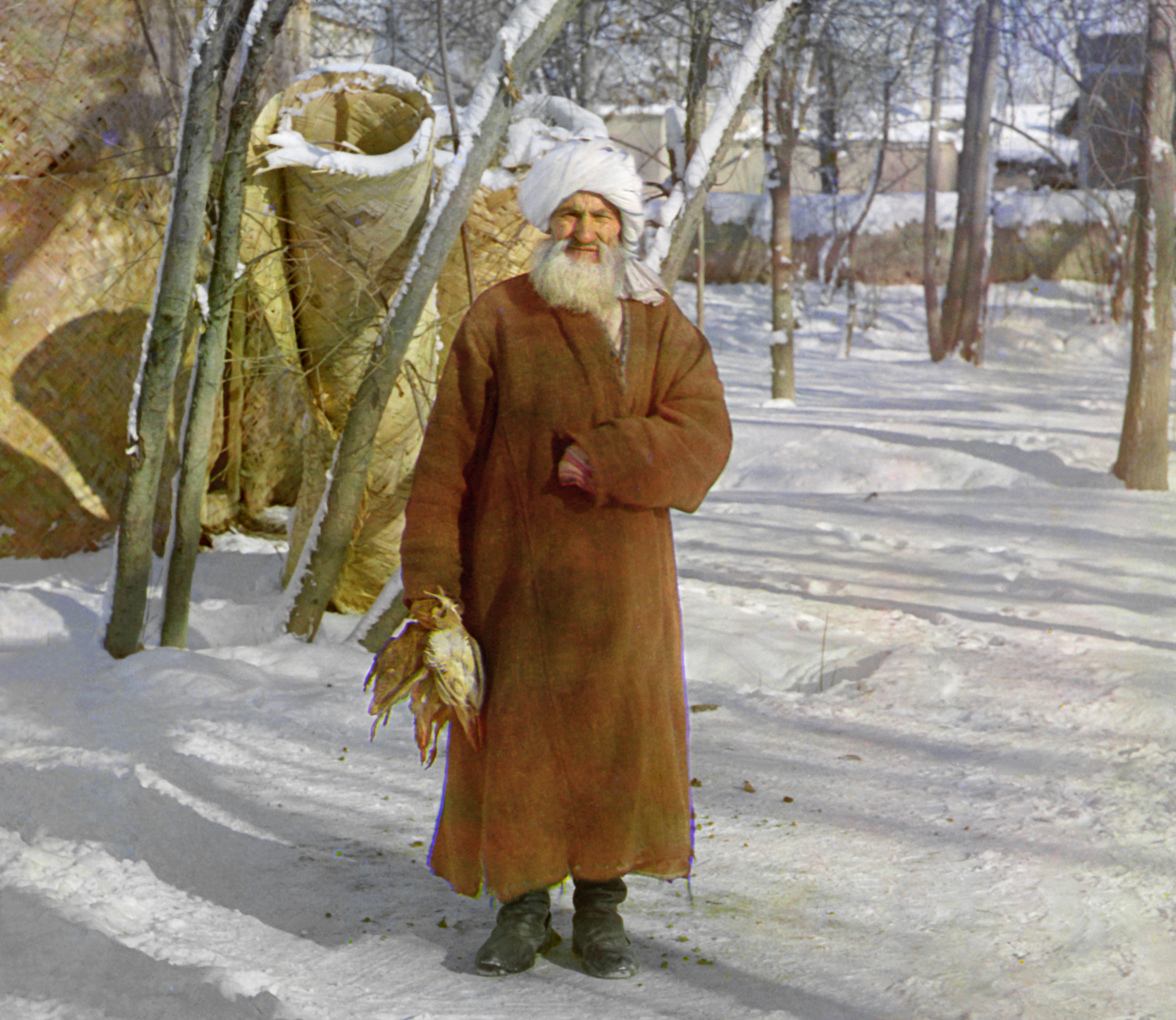
Un uomo anziano, probabilmente di etnia tagika, fotografato tra il 1905 e il 1915 da Prokudin-Gorskii vicino a Samarcanda
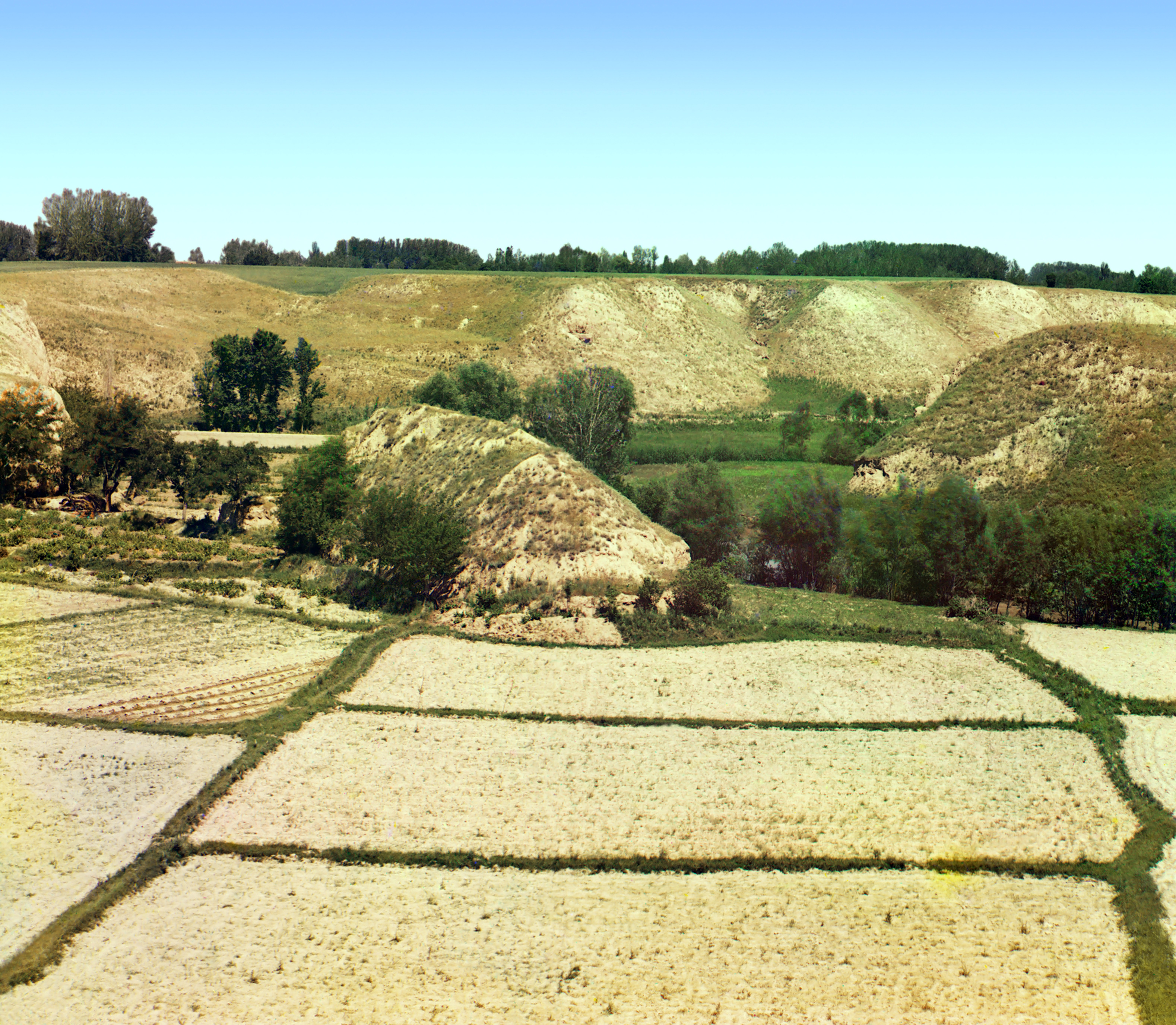
Campi di cotone vicino a Samarcanda
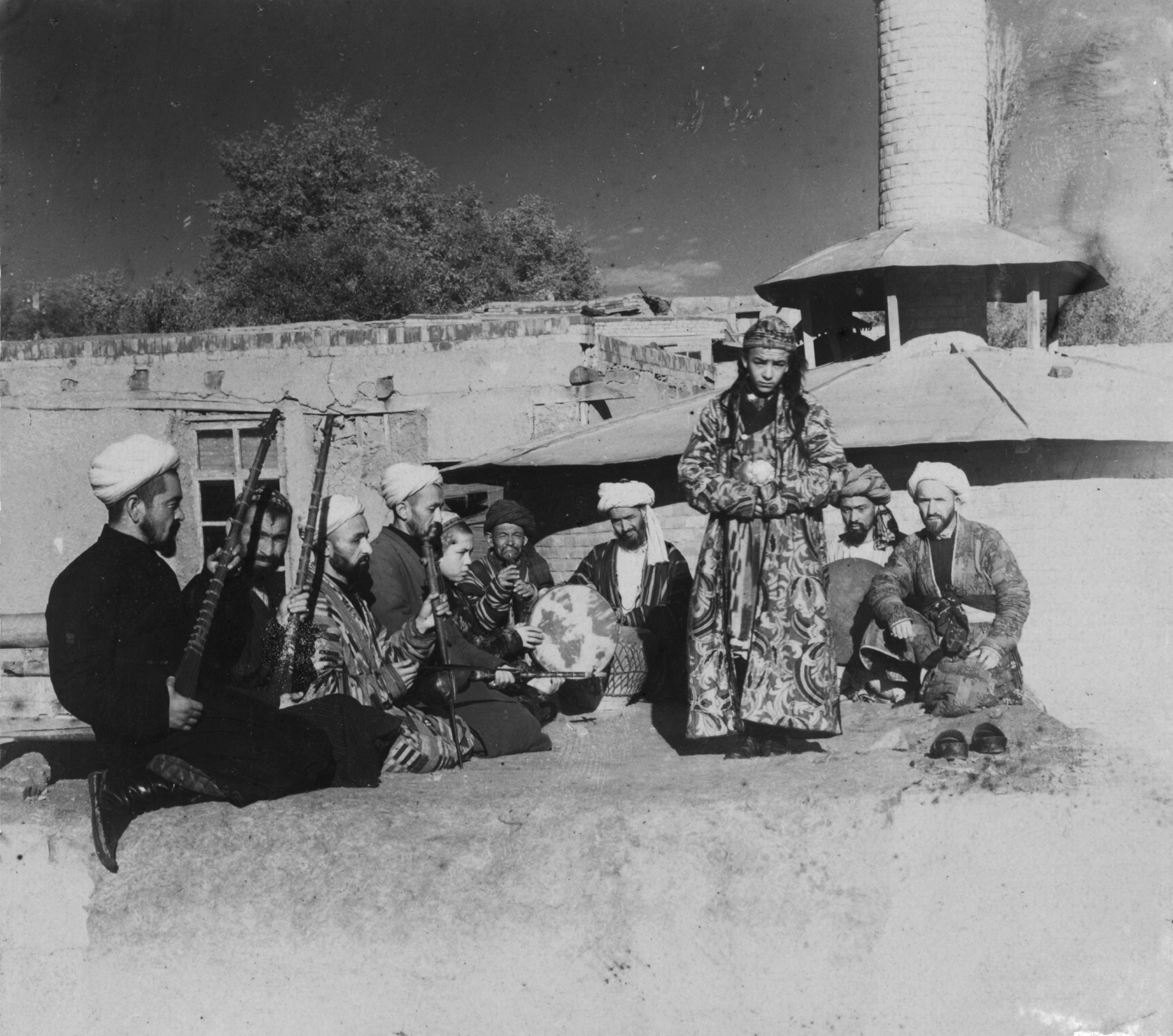
Bacchá - Un ragazzo che balla a Samarcanda. Sono tradizionalmente, ballerini e lavoratori sessuali nell'Asia centrale. (foto ca. 1905 - 1915)
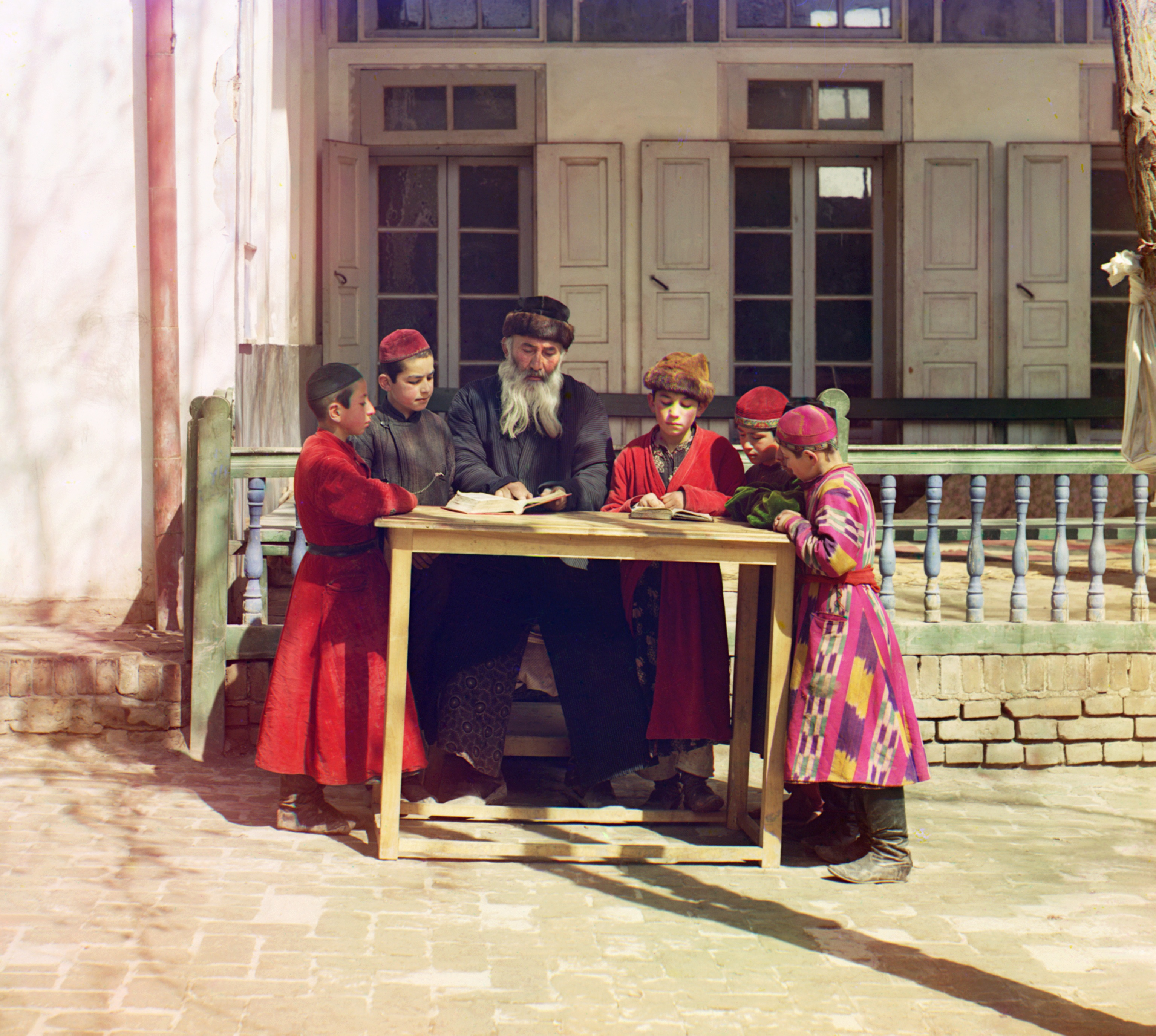
Bololar (il ragazzo) con Bobo (il nonno) a Samarcanda
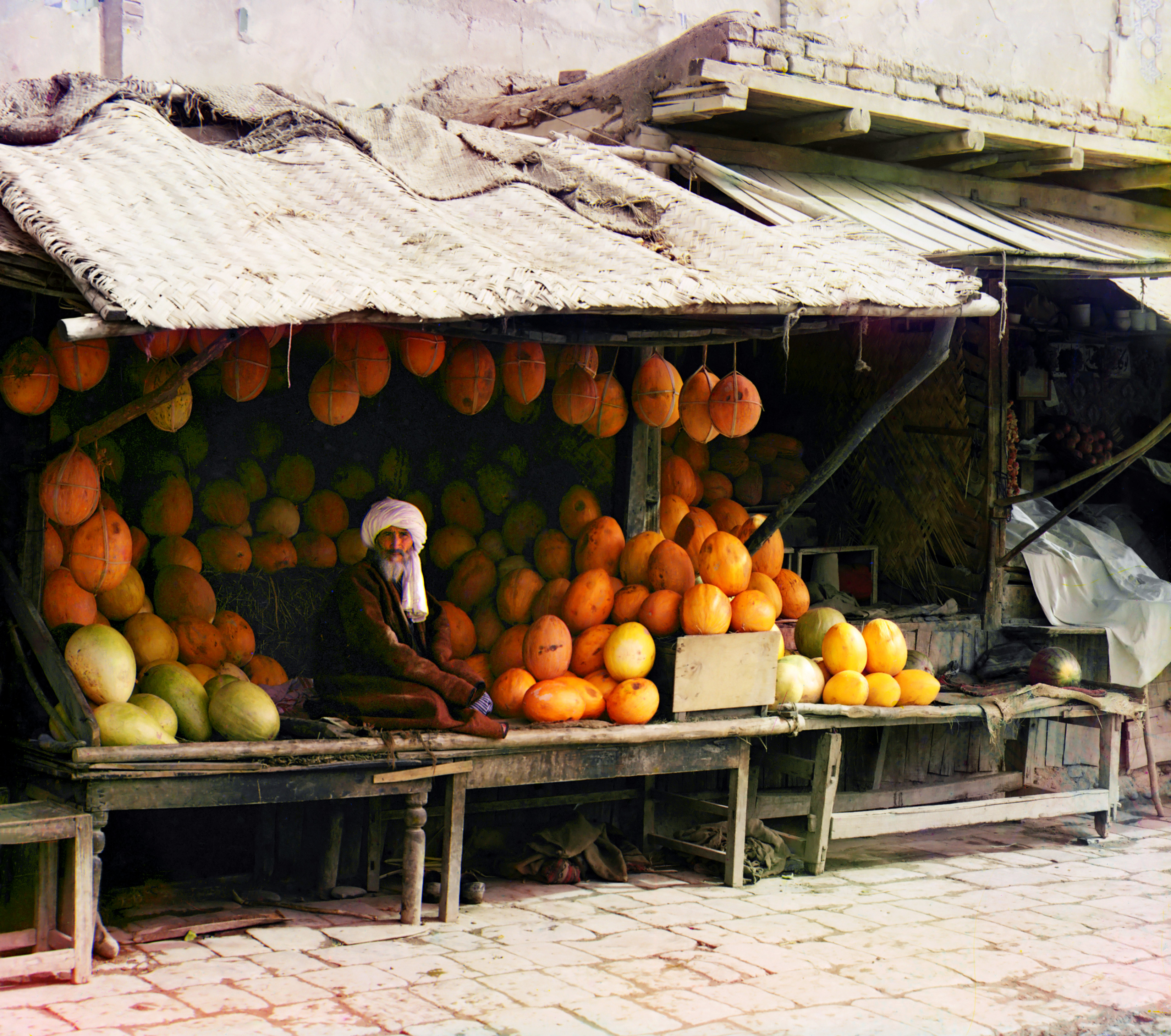
Mercato di Samarcanda
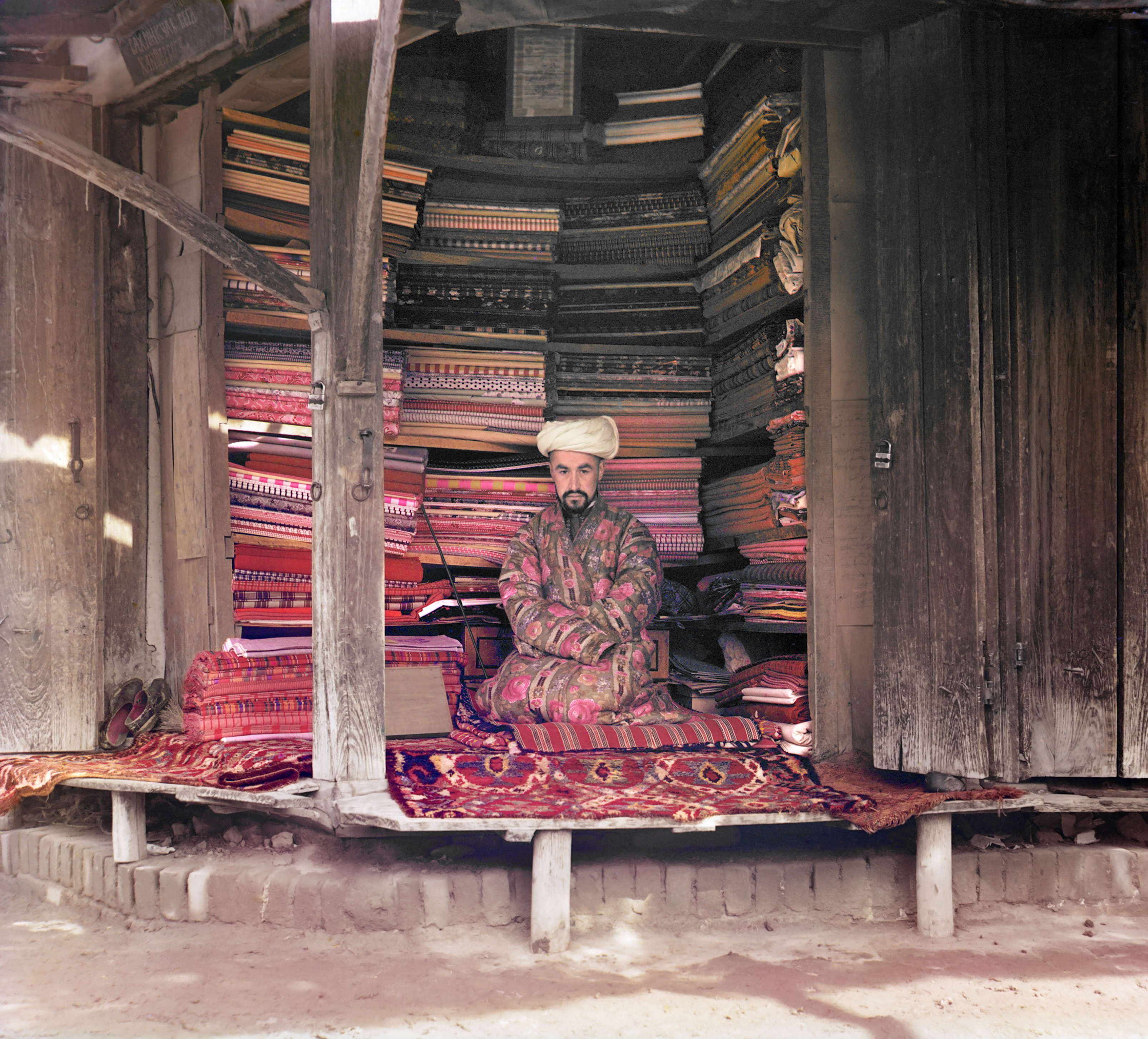
Mercante mostra colorate stoffe di seta, cotone e lana
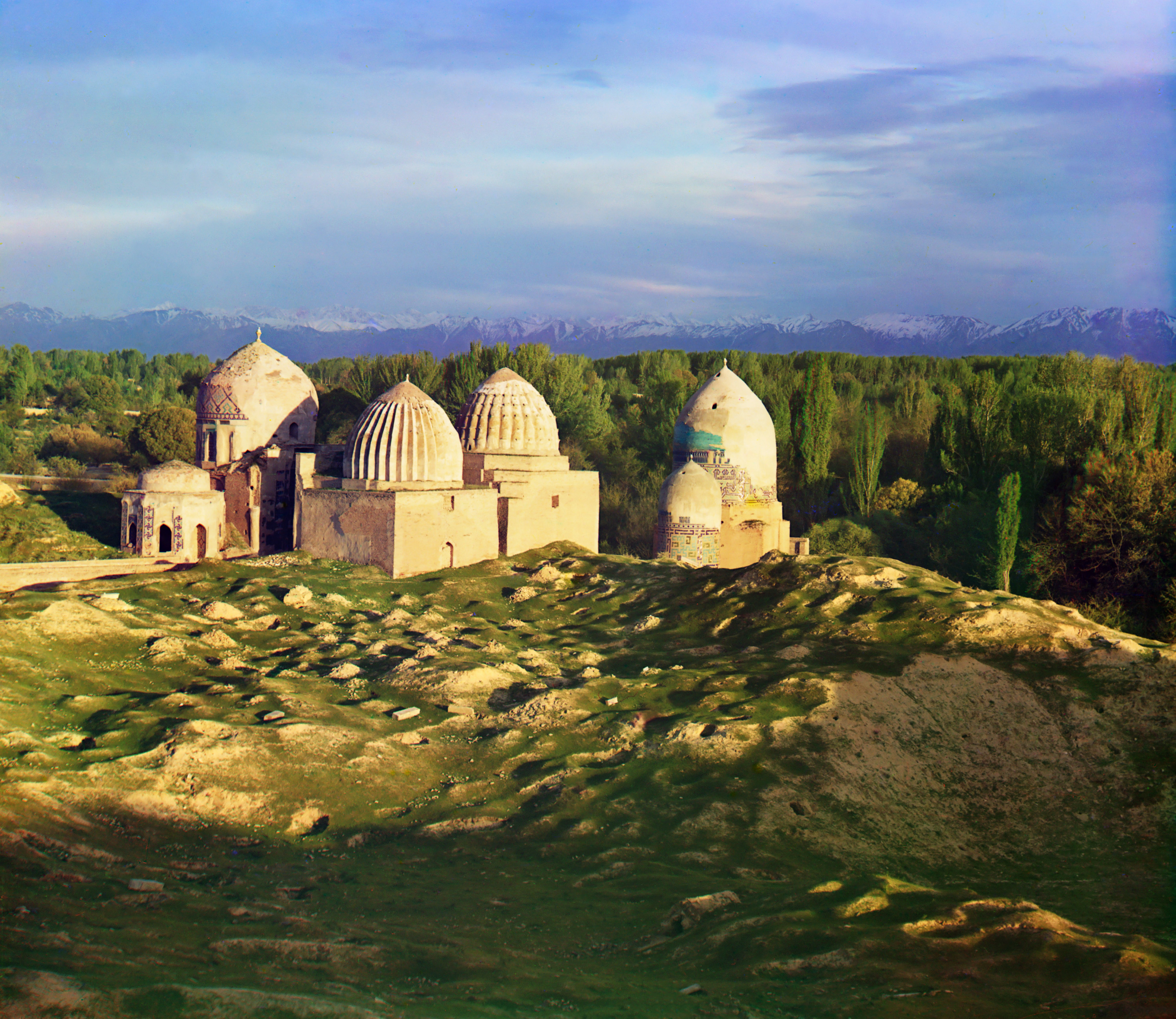
Tombe dello Shah-e Zinda
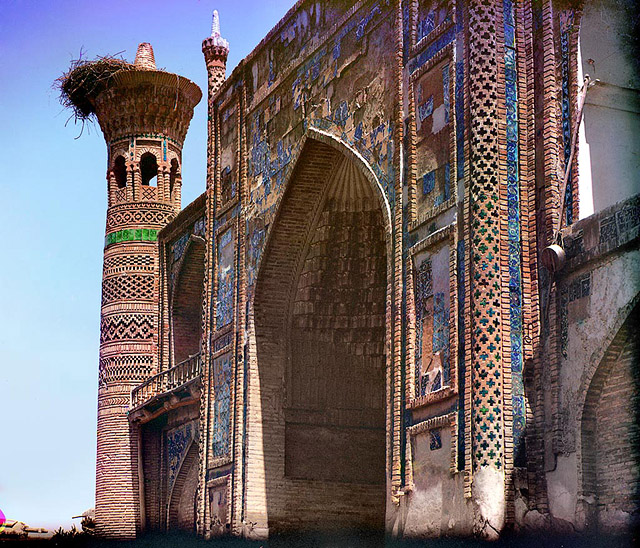
Una Madrasa di Samarcanda
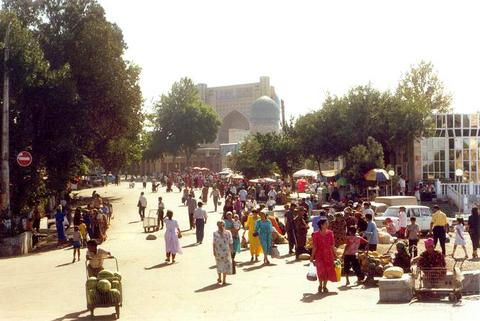
Veduta di un mercato nel 2000